# Television i Belgien
Televisionen i Belgien är till stor del uppdelat mellan de olika språken. Det finns tre statliga etermedieföretag, av vilka två sänder television: Vlaamse Radio- en Televisieomroep i Flandern och Radio télévision belge de la communauté française i Vallonien. Dessutom är RTL Group, Vlaamse Televisie Maatschappij och SBS Broadcasting stora kommersiella aktörer på den belgiska televisionsmarknaden. Vallonska tittare ser även mycket på fransk television.